# Аккорды долгой жизни
Аккорды долгой жизни (азерб. Üzeyir ömrü) — советский 2-серийный биографический фильм с элементами драмы, комедии и мюзикла 1981 года производства киностудии «Азербайджанфильм».

## Сюжет
Биографический фильм, посвящённый жизни и творчеству выдающиеся азербайджанского композитора Узеира Гаджибекова. В фильме использованы отрывки из музыкальных произведений Гаджибекова — «Аршин мал алан», «Кёроглы», «Лейли и Меджнун» и «Не та, так эта».

## Создатели фильма

### В ролях
- Ялчин Эфендиев — Узеир Гаджибеков в детстве
- Гусейнага Атакишиев — Узеир Гаджибеков
- Наджиба Меликова — Хуршид Бану Натаван
- Гадир Рустамов — Джаббар Карьягды
- Расим Гулиев — Гурбан Пиримов
- Рустам Рустамзаде — Абдуррагим Ахвердов
- Мамед Мамедов — Муслим Магомаев
- Али Зейналов — Гасан-бек Зардаби
- Микаил Мирза — Гусейнкули Сарабский
- Микаил Керимов — Гусейн Араблинский
- Яшар Нури — Зульфугар Гаджибеков
- Гамида Омарова — Малейка Гаджибекова
- Ибрагим Алиев — Ахмед Агдамский
- Шахмар Алекперов — Мирза Алиев
- Мая Искандерова — Шовкет Мамедова
- Тофиг Мирзаев — ведущий
- Агарафи Рагимов — помощник ведущего
- Камиль Магаррамов — Мирза Мухтар
- Ильхам Намиг Камал (в титрах — Ильхам Ахмедов) — журналист
- Ильхам Ханбудагов — журналист
- Т. Мамедов — мешади
- Алескер Мамедоглу — журналист
- Али Хагвердиев — Ханафи Терегулов
- Рафик Алиев — Али Терекулов
- Айдын Азим Каримоглу (в титрах — Айдын Азимов) — работник редакторской службы
- Гюльшан Эннагиева — Лейли
- А. Рзагулиева — Лейли
- Фархад Хусейнов — Агалар Аливердибеков
- Шамси Шамсизаде — отец Узеира Гаджибекова
- Тамила Ахмерова — мать Узеира Гаджибекова
- Фирангиз Шарифова — жена Хасана Зардаби
- Мамед Алили — Дадаш
- Джахангир Асланоглу (Cahangir Məmmədov kimi) — Гаджи
- Осман Хагги — турецкий консул
- Рафик Каримов — фотограф
- К. Мамедов
- Шамиль Сулейманов — Фараджов
- Р. Ширин
- Зилли Намазов — друг Узеира Гаджибекова
- Маяк Каримов — журналист

#### Роли дублировали (в титрах не указаны)
- Аллахверди Йолчуев — покупатель воды
- Вагиф Мустафаев — Аббас Саххат
- Откам Искандеров — ученик
- Мирза Бабаев — чтец стихов
- Ахмед Ахмедов — Гочу
- Гасан Турабов — ведущий (Тофик Мирзаев)
- Парвиз Багиров — Джаббар Карьягдыоглы (Гадир Рустамов)
- Эльдениз Расулоглы — Абдурахим Хагвердиев Рустам Рустамзаде)
- Расим Балаев — Узеир Гаджибеков (Гусейнага Атакишиев)
- Мирвари Новрузова — жена Хасана Зардаби (Фирангиз Шарифова)
- Фахраддин Манафов — Гусейн Араблинский (Михаил Каримов)
- Амилет Ханизаде — Мирза Мухтар (Камиль Магаррамов)
- Амина Юсифкызы — Шовкет Мамедова
- Рамиз Азизбейли — журналист
- Афрасияб Мамедов — турецкий консул (Осман Хагги)
- Адалат Мамедов — Абду́л-Мусли́м Магома́ев (Мамед Мамедов)

### Административная группа
- автор сценария и режиссёр-постановщик: Анар
- оператор-постановщик: Заур Магаррамов
- художник-постановщик: Рафиз Исмаилов
- звукооператор: Азиз Шейхов
- режиссёр: Рафик Дадашов
- оператор: Немат Рзаев
- художник-костюмер: Казим Казимзаде
- монтажёр: Тахира Бабаева
- художник-гримёр: Эльбрус Вахидов
- ассистенты режиссёра: Т. Мамедов, Сулейман Ахмедов
- ассистенты оператора: Айдын Мустафаев
- ассистенты художника: М. Манувахова, М. Мамедов
- ассистент монтажёра: Ниса Гасымова
- второй оператор: Рамиз Бабаев
- второй художник: Мирза Рафиев
- осветитель на съёмках: В. Агаджанов
- музыкальный редактор: Назим Аливердибеков
- редактор: Тогрул Джуварлы
- консультант: Ниязи (в титрах — Ниязи Гаджибеков Тагизаде)
- директор фильма: Римма Абдуллаева
- в фильме поют: Бюльбюль, Шовкет Мамедова, М. Алиев, Рашид Бейбутов, Зейнаб Ханларова, Муслим Магомаев, Агабаба Буньятзаде, А. Рзаева, Мобил Ахмедов, Рубаба Мурадова, Ариф Бабаев, Гадир Рустамов, Мирза Бабаев, Фидан Гасымова, Акиф Исламзаде, А. Алиева, а также детский ансамбль «Qarabağ Bülbülləri»
- в фильме играет на таре: Бахрам Мансуров